# Großsteingrab Stendyssegård (Gribskov Kommune)
Das Großsteingrab Stendyssegård war eine megalithische Grabanlage der jungsteinzeitlichen Nordgruppe der Trichterbecherkultur im Kirchspiel Søborg in der dänischen Kommune Gribskov. Es wurde im 19. Jahrhundert zerstört.

## Lage
Das Grab lag östlich von Stendyssegård auf einem Feld. Etwa 500 m südsüdöstlich befand sich das ebenfalls zerstörte Großsteingrab Lundebakkegård.

## Forschungsgeschichte
Mitarbeiter des Dänischen Nationalmuseums führte 1886 eine Dokumentation der Fundstelle durch. Zu dieser Zeit waren keine baulichen Überreste mehr erhalten.

## Beschreibung
Die Anlage besaß eine nord-südlich orientierte längliche Hügelschüttung. Zu ihrer genauen Form und ihren Maßen liegen keine Angaben vor. Der Hügel enthielt an einem Ende eine Grabkammer, die möglicherweise als Dolmen anzusprechen ist. Sie bestand aus vier bis sechs Wandsteinen und einem Deckstein. Ein Ende der Kammer war offen. Die Orientierung und die Maße der Kammer sind nicht überliefert.